# Славолюб Срнич
Славолюб Срнич (серб. Slavoljub Srnić / Славољуб Срнић, нар. 12 січня 1992, Шабаць) — сербський футболіст, півзахисник кіпрського клубу АЕЛ (Лімасол).

## Клубна кар'єра
Народився 12 січня 1992 року в місті Шабаць. Вихованець футбольної школи клубу «Црвена Звезда». Дебютував Срнич у складі команди 6 листопада 2010 року в матчі проти ОФК, замінивши на 86-й хвилині Огнєна Коромана. Потім Срнич разом із братом-близнюком Драголюбом був відданий в оренду в «Сопот». Згодом Славолюб і Драголюб підписали орендні угоди з «Чукарички», де вже виступали з більшим успіхом.
Під час перебування в «Чукаричках» Славолюб був визнаний виданням «Mozzart Sport» найціннішим гравцем Сербської першої ліги. Після того, як термін оренди закінчився, Славолюб і його брат відмовилися повернутися в «Црвену Звезду» і не без проблем в червні 2013 року були продані в «Чукарички».
Почасти завдяки внеску Срнича «Чукарички» повернулися в сербський вищий дивізіон на сезон 2013/14. 6 жовтня 2013 року у матчі з колишнім клубом Срнича «Црвеною Зіркою» гра футболіста привернула велику увагу сербської футбольної преси. Він віддав гольову передачу на 17-й хвилині матчу і забив гол у другому таймі. Завдяки своїй грі всього через день після цього матчу Срнич отримав перший у своїй кар'єрі виклик у молодіжну збірну. У фіналу Кубка Сербії 2014/15 Срнич забив єдиний гол у ворота «Партизана» і приніс своїй команді перший в історії трофей.
31 серпня 2015 року Славолюб повернувся в «Црвену Звезду», підписавши трирічний контракт. Тренер клубу Міодраг Божович протягом усього літа наполягав на поверненні Срнича. Цього разу Срнич став основним гравцем команди і двічі виграв з командою національний чемпіонат. 7 березня 2018 року у матчі проти «Воєводини» Славолюб провів свій сотий матч за рідний клуб. Станом на 19 травня 2018 року відіграв за белградську команду 77 матчів в національному чемпіонаті.

## Виступи за збірну
7 жовтня 2013 року тренер молодіжної збірної Сербії Радован Чурчич викликав Срнича замість травмованого Лазара Марковича на відбіркову кампанію до чемпіонату Європи 2015 року, але Срнич так і не зіграв у матчах, на які він був викликаний. За молодіжну збірну дебютував 9 вересня 2014 року в матчі з Північною Ірландією, забивши два м'ячі, суперник був розгромлений з рахунком 4:1. Всього на молодіжному рівні зіграв у 8 офіційних матчах, забив 2 голи.

## Досягнення
- Чемпіон Сербії (5):

«Црвена Звезда»: 2015/16, 2017/18, 2020/21, 2021/22, 2022/23
- Володар Кубка Сербії (4):

«Чукарички»: 2014/15
«Црвена Звезда»: 2020/21, 2021/22, 2022/23